# Tisoč in en recept za kulinariko v ljubezni
Tisoč in en recept za kulinariko v ljubezni, (gruzinsko შეყვარებული კულინარის 1001 რეცეპტი / Šekvarebuli kulinaris ataserti recepti) je gruzinski romantično-komično-dramski film iz leta 1996, ki ga je režirala Nana Džordžadze po scenariju Iraklija Kvirikadzeja in Andréja Grailla. V glavnih vlogah nastopajo Pierre Richard, Micheline Presle in Nino Kirtadze. Zgodba prikazuje francoskega opernega pevca in kuharja Pascala (Richard), ki v 1920-ih letih v Gruziji odpre restavracijo. 
Film je bil premierno prikazan 6. junija 1996 v gruzinskih kinematografih in je naletel na dobre ocene kritikov. Kot gruzinski kandidat je bil nominiran za oskarja za najboljši mednarodni celovečerni film na 69. podelitvi. Na Mednarodnem filmskem festivalu v Karlovih Varih je bil nominiran za glavno nagrado kristalni globus, osvojil pa je nagrado za glavno moško vlogo (Richard).

## Vloge
- Pierre Richard kot Pascal Ichak
- Micheline Presle kot Marcelle Ichak
- Jean-Yves Gautier kot Anton Gogladze
- Nino Kirtadze kot Cecilia Abačidze
- Teimour Kamkhadze kot Zigmund Gogladze
- Ramaz Čhikvadze kot Anton Gogoladze
- Kahi Kavsadze kot predsednik